# Luca Giordano
Luca Giordano (Nápoles, 18 de octubre de 1634- Nápoles, 3 de enero de 1705), pintor barroco italiano. En España fue también conocido como Lucas Jordán, por la castellanización del nombre.

## Vida y obra
Hijo de un modesto pintor, Antonio Giordano, la amistad con José de Ribera marcó su vida. Luca empezó pronto a trabajar con Ribera en su taller napolitano, y debido a la gran influencia del artista español y a los numerosos viajes por Roma, Venecia y otras ciudades, en busca de un mayor conocimiento de las diferentes técnicas de la época, se convirtió en uno de los mejores artistas del barroco. También, en Venecia, recibió en sus primeras obras la influencia de Giovanni Battista Spinelli. Fue ayudante de Pietro da Cortona en Roma, profundizando en los aspectos decorativos hacia 1650. 

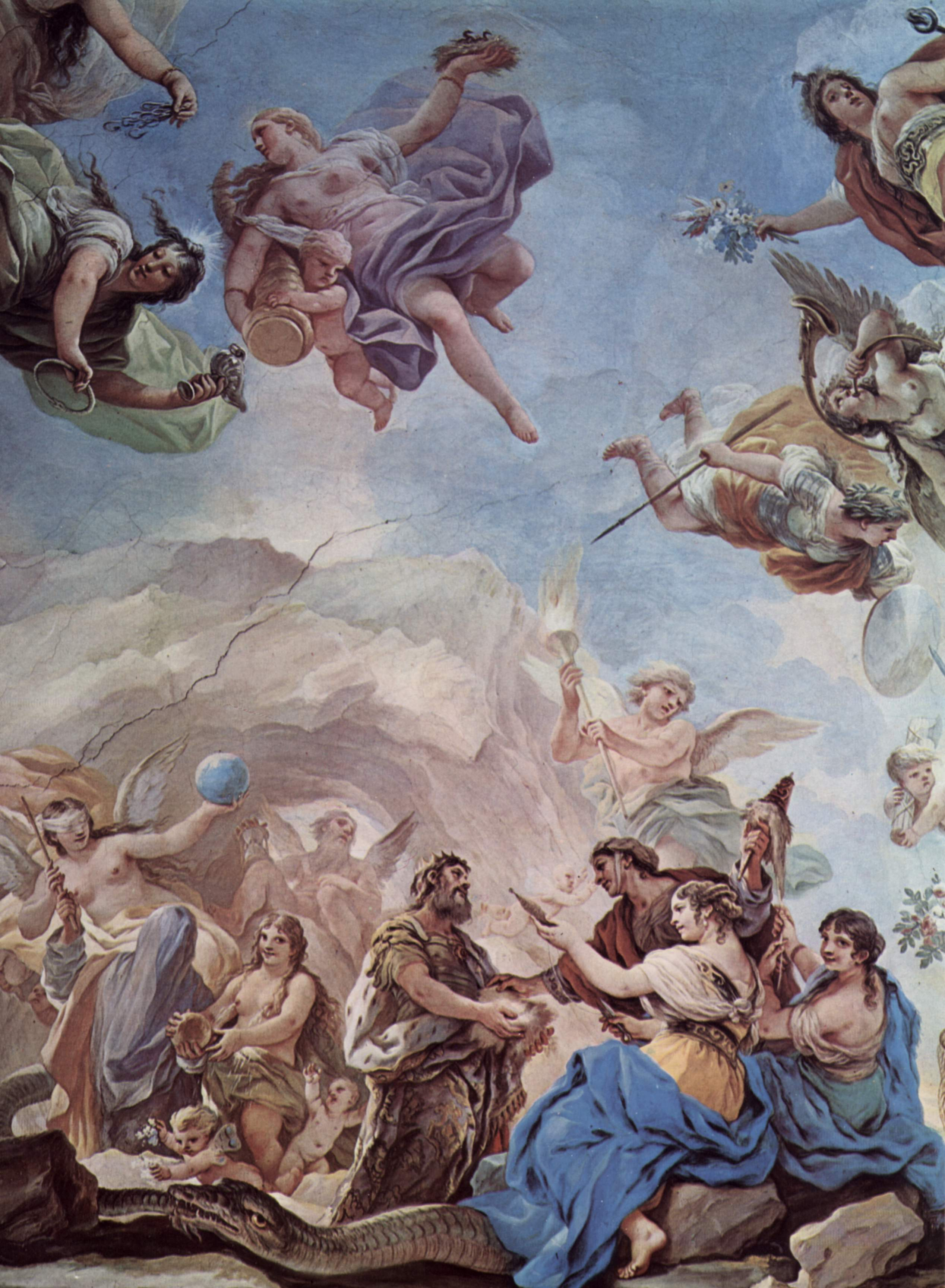
La creación del Hombre, fresco en el Palacio Médici Riccardi en Florencia, 1684-1686.

Fue famoso por su rapidísima producción y su versatilidad. Efectuó imitaciones a la manera de Rafael, Tiziano y Rubens. Su actividad, bastante prolífica, y su velocidad al pintar se reflejan en su apodo Luca fà presto (Luca, date prisa), palabras que al parecer su padre le decía para apremiarle en su trabajo.
A los veinte años realizó una serie de lienzos para la Basílica de San Pedro de Aram y Santa María Donnaromita, (La  derrota de Sísara) en Nápoles, en los que se percibe el influjo de Ribera. A partir de esos años, su prestigio creció y recibió encargos de importancia para diversas iglesias italianas e incluso españolas. En Nápoles conoció a Mattia Preti, influyéndose mutuamente, y es allí donde pintó su Virgen del baldaquino. En 1665 era maestro del gremio de pintores. En 1677 trabajó en Montecassino y posteriormente marchó a Venecia.
Giordano adquirió un estilo que fusionaba lo veneciano y lo romano. Combinó la pompa ornamental de Paolo Veronese con esquemas complejos más vivos "a la gran manera" de Pietro da Cortona. En Venecia pintó frescos en la Basílica de Santa Maria della Salute. Entre 1682-83 pintó varias series de frescos en Florencia, incluyendo la cúpula de la Capilla de los Corsini en la Iglesia de Santa María del Carmine. En la manzana ocupada por el antiguo Palacio Medici pintó el techo de la Biblioteca Riccardiana (La Sabiduría liberada de la Esclavitud de la ignorancia) y el inmenso techo de la galería del Palacio Medici Riccardi. Los frescos incluyen en el centro la celebración hagiográfica prototípica de la familia Medici rodeada por una serie de espacios narrativos entrelazados: figuras alegóricas (Virtudes cardinales, Elementos de la Naturaleza) y episodios mitológicos (Neptuno y Anfítrite, el Rapto de Proserpina, la Procesión triunfal de Baco, la Muerte de Adonis, Ceres y Triptólemo).
El influjo de Ribera se manifiesta en la composición y en la iluminación tenebrista, pero con un empleo del color diferente, llegando incluso a hacer imitaciones por encargo del estilo de Ribera.
Hacia 1670, debido a su actividad incesante en frescos de numerosos monasterios e iglesias y a los numerosos encargos españoles de obras pictóricas, el rey Carlos II le encargó pintar los frescos del Real Monasterio de El Escorial.
En abril de 1690 dirigió una petición de mercedes al rey para ir a España, recurriendo al entonces virrey de Nápoles, Francisco Benavides, como valedor. El 3 de julio de 1692 se instala en la corte española, donde permanecerá durante una década.
Desde septiembre de 1692 hasta agosto de 1694, Giordano pintó once bóvedas en El Escorial. El techo de la escalera principal, La Gloria de la Monarquía Hispánica, lo pintó en los primeros ocho meses, además del friso situado en la base y que representa la batalla, asedio y rendición de San Quintín, además de la fundación del monasterio por el rey Felipe II. Después, en mayo de 1693, empezó a trabajar en la basílica y allí permaneció hasta que en los últimos tres meses de su estancia en el monasterio realizó los frescos de los dos tránsitos de acceso al coro de monjes desde el colegio (cuatro hechos de la historia del Rey Salomón) y desde el convento (otros tantos episodios sobre el Rey David). 
La libertad, inventiva y la técnica de Giordano fueron una de las causas del éxito de los frescos de El Escorial. A esta obra siguieron otras de gran importancia como en El Palacio del Buen Retiro, la Iglesia de Atocha y la sacristía de la Catedral de Toledo, además de numerosas obras en lienzos para la corte y el clero.

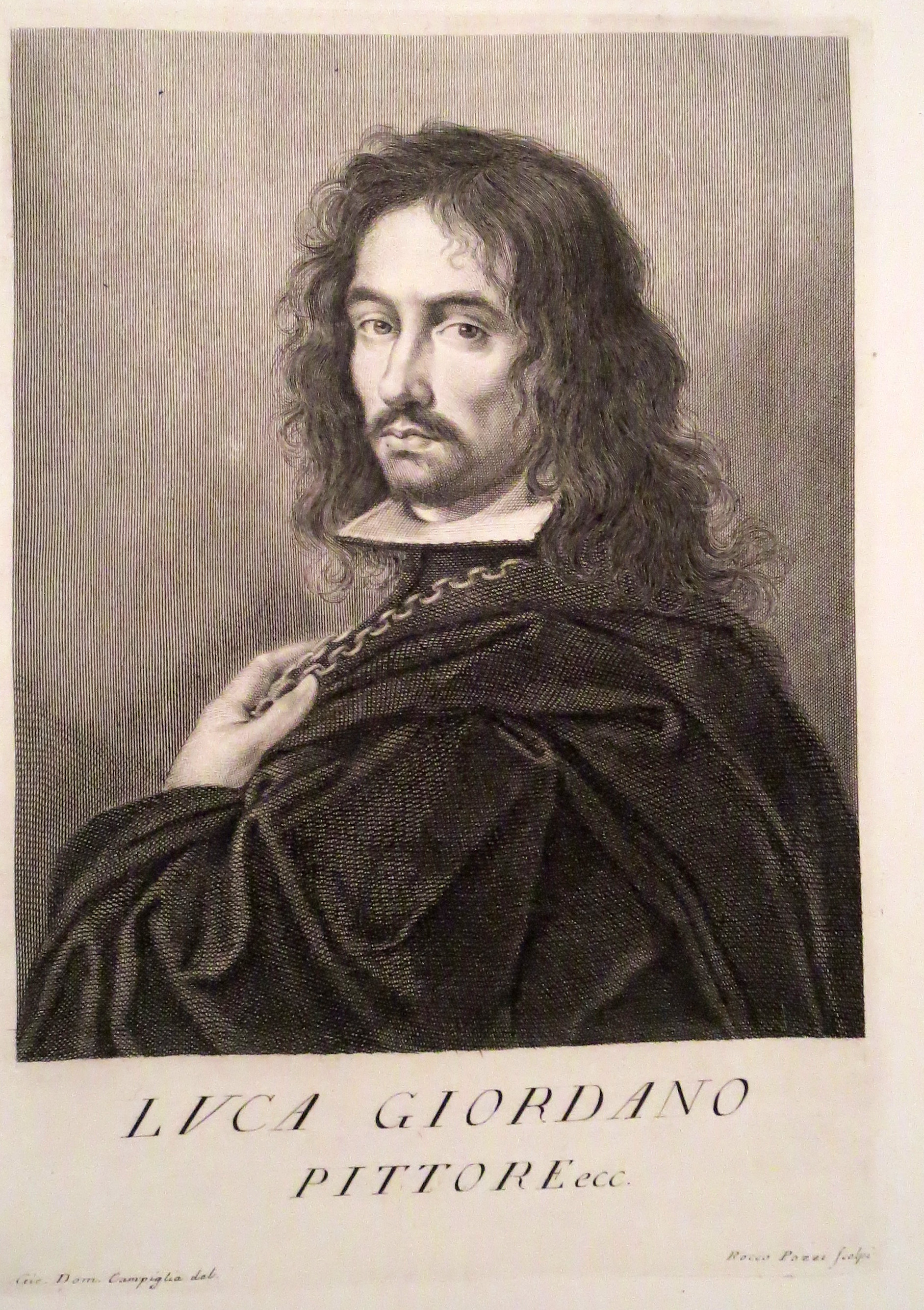
Retrato de Luca Giordano en un aguafuerte del.

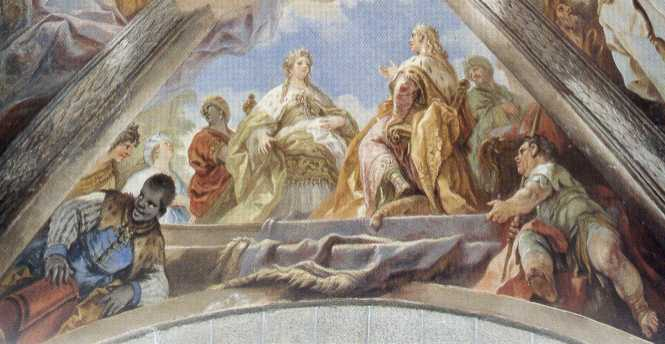
Salomón y la Reina de Saba en la Bóveda de la Basílica de El Escorial, 1693-94.

Aparte de sus frescos en el Monasterio de El Escorial, destaca el existente en el Casón del Buen Retiro (c. 1697), uno de los escasos murales que subsisten en Madrid, de los varios que ejecutó. En la Iglesia de San Antonio de los Alemanes de Madrid en la calle de la Puebla también se pueden encontrar frescos suyos. Su presencia mediante pinturas sobre lienzo es por el contrario enorme: más de 40 en el Museo del Prado, como El sueño de Salomón, Rubens pintando una alegoría de la Paz y retratos ecuestres en pequeño formato de Carlos II y su esposa, seguramente modelos previos para ejemplares de gran tamaño que no llegaron a ejecutarse. 

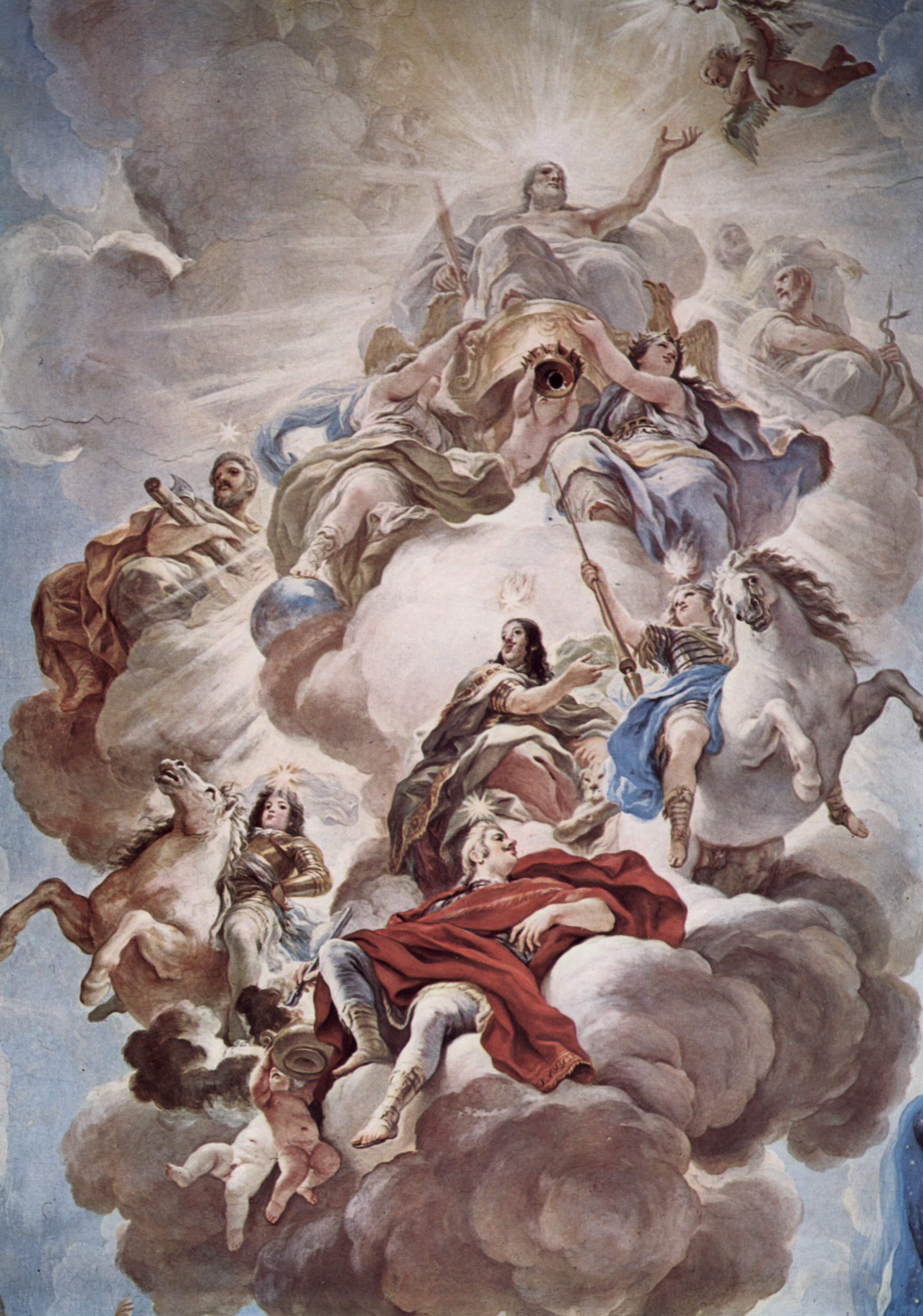
Triunfo de los Medici entre las nubes del Monte Olimpo, fresco en el Palacio Medici Riccardi de Florencia, 1684-1686.

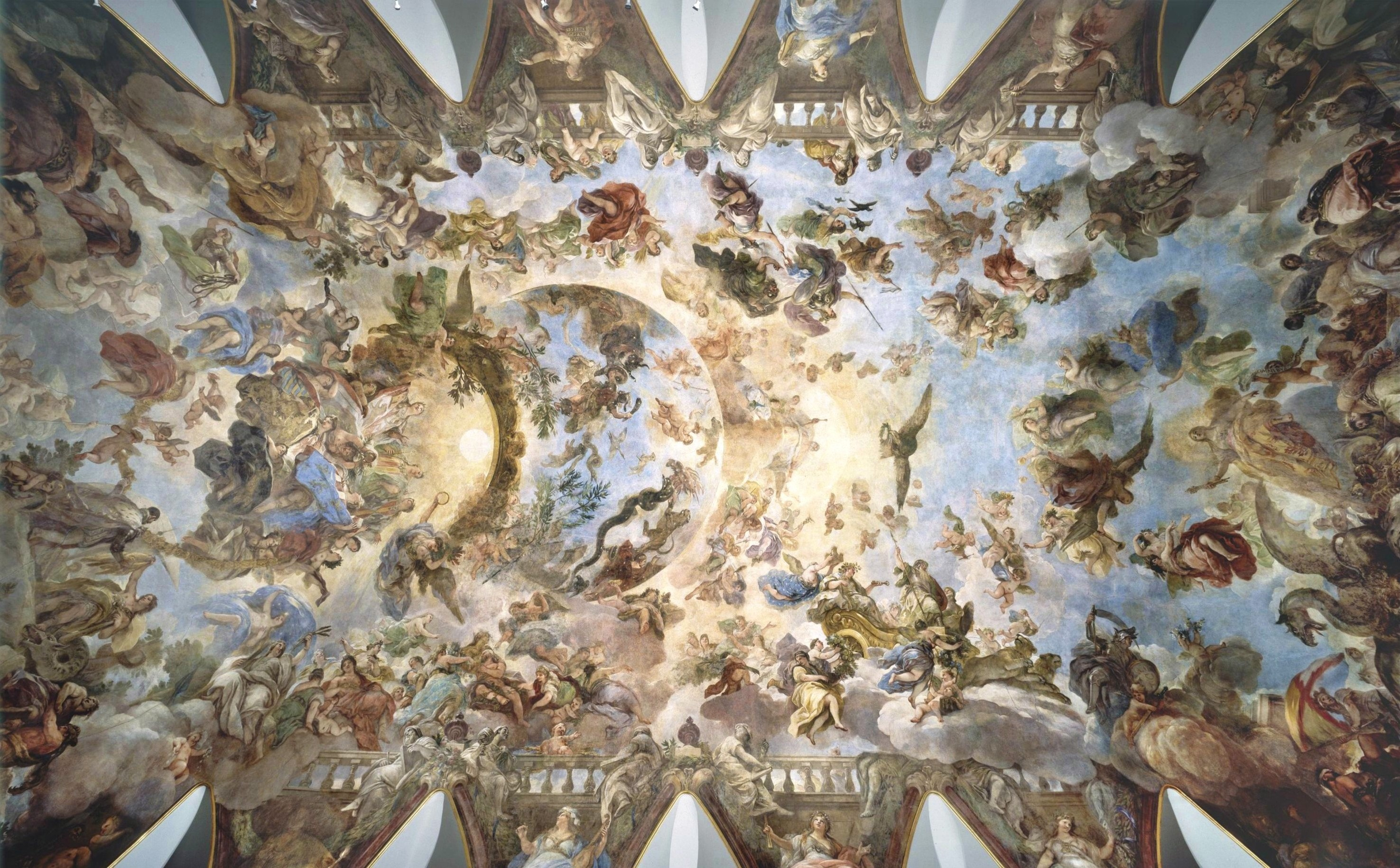
Alegoría del Toisón de Oro en la bóveda del Casón del Buen Retiro (Madrid, c. 1694).

Además del cuadro Santiago Apóstol en la Batalla de Clavijo de la iglesia del Convento de las Comendadoras de Santiago en Madrid, destacan entre otros lugares la colección de pinturas existente en el Convento de Carmelitas de Peñaranda de Bracamonte y la del Monasterio de Guadalupe en Cáceres. A su última etapa española corresponde también el lienzo denominado San Joaquín y Santa Ana con la Virgen niña, actualmente en la iglesia de San Miguel en Cuéllar (Segovia).
Adquiere gran popularidad en la corte española y se le concede el título de Caballero. A pesar de todo ello no había existido ningún contrato que regulara su cometido en España y simplemente era un servidor de la Casa del Rey lo que hizo que, debido a la muerte de Carlos II y a la difícil situación durante la época de Felipe V, decidiera volver a Nápoles en 1702. Allí, y poseedor de una gran fortuna, gastó importantes sumas de dinero en obras de munificencia y fue particularmente generoso con sus compañeros artistas con problemas económicos.

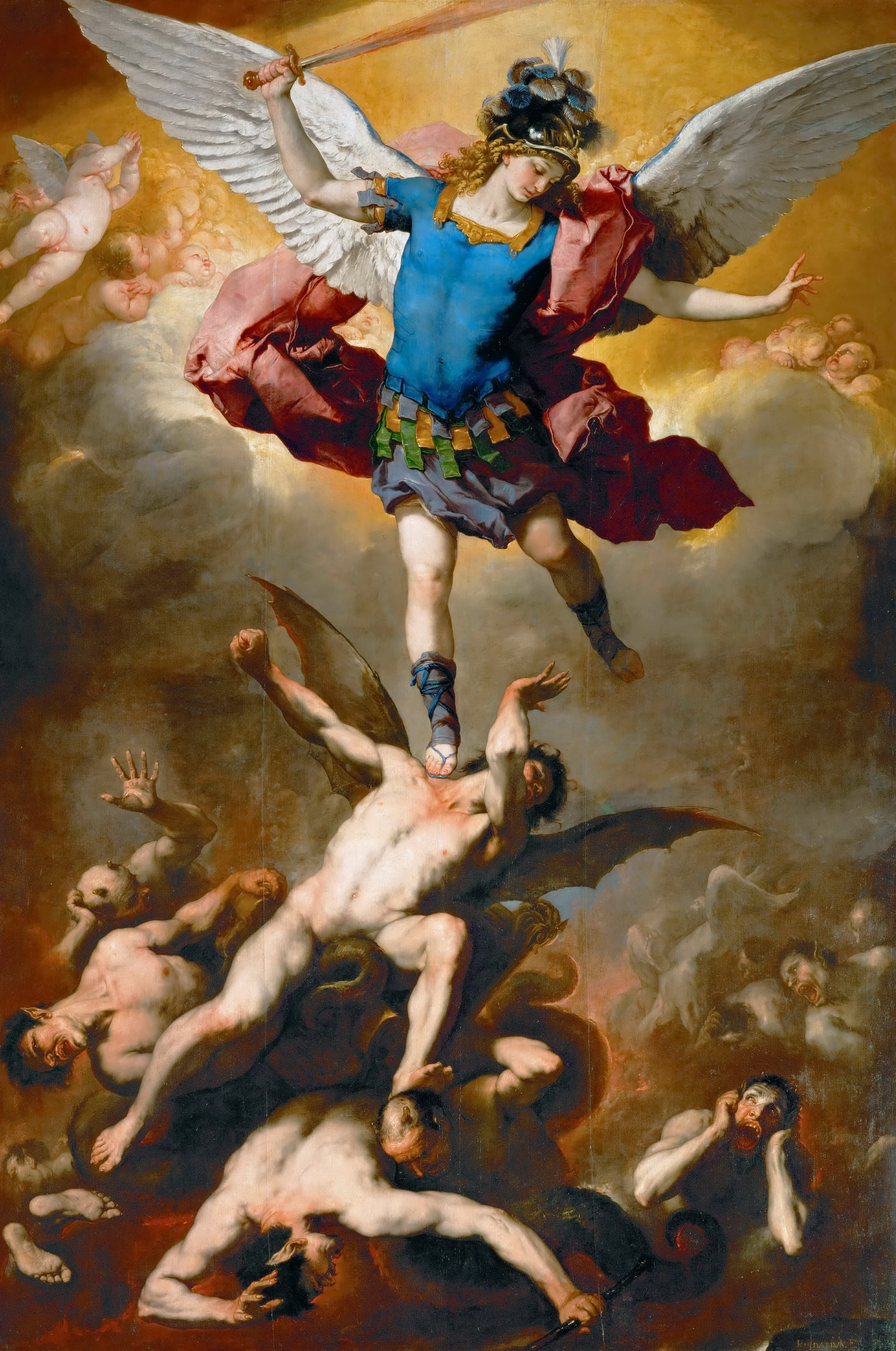
El arcángel san Miguel y los ángeles caídos, lienzo de 4 metros de altura (Kunsthistorisches Museum de Viena).

Pinta la cúpula de la Iglesia de Santa Brígida de Nápoles, del siglo XVII, siendo lo curioso de la misma el que no pudiese superar los 9 metros de altura para no obstruir el fuego artillero de Castel Nuovo. Sin embargo, el límpido cielo pintado al fresco por Luca Giordano aprovecha al máximo la perspectiva y crea la sensación de un espacio inmenso.
Alcanza la cima de su celebridad en 1704 pintando la Historia de Judith en el techo de la sacristía de la Cartuja de San Martín de Nápoles.
Una de sus máximas era que el buen pintor es aquel que gusta al público y este es atraído más por el color que por el diseño.
Luca Giordano falleció en Nápoles en 1705. Su cuerpo permanece en un altar lateral de la Iglesia de Santa Brígida. Muere siendo hermano lego de la Ordo Clericorum Regularium Matris Dei.

## Evaluación crítica y legado

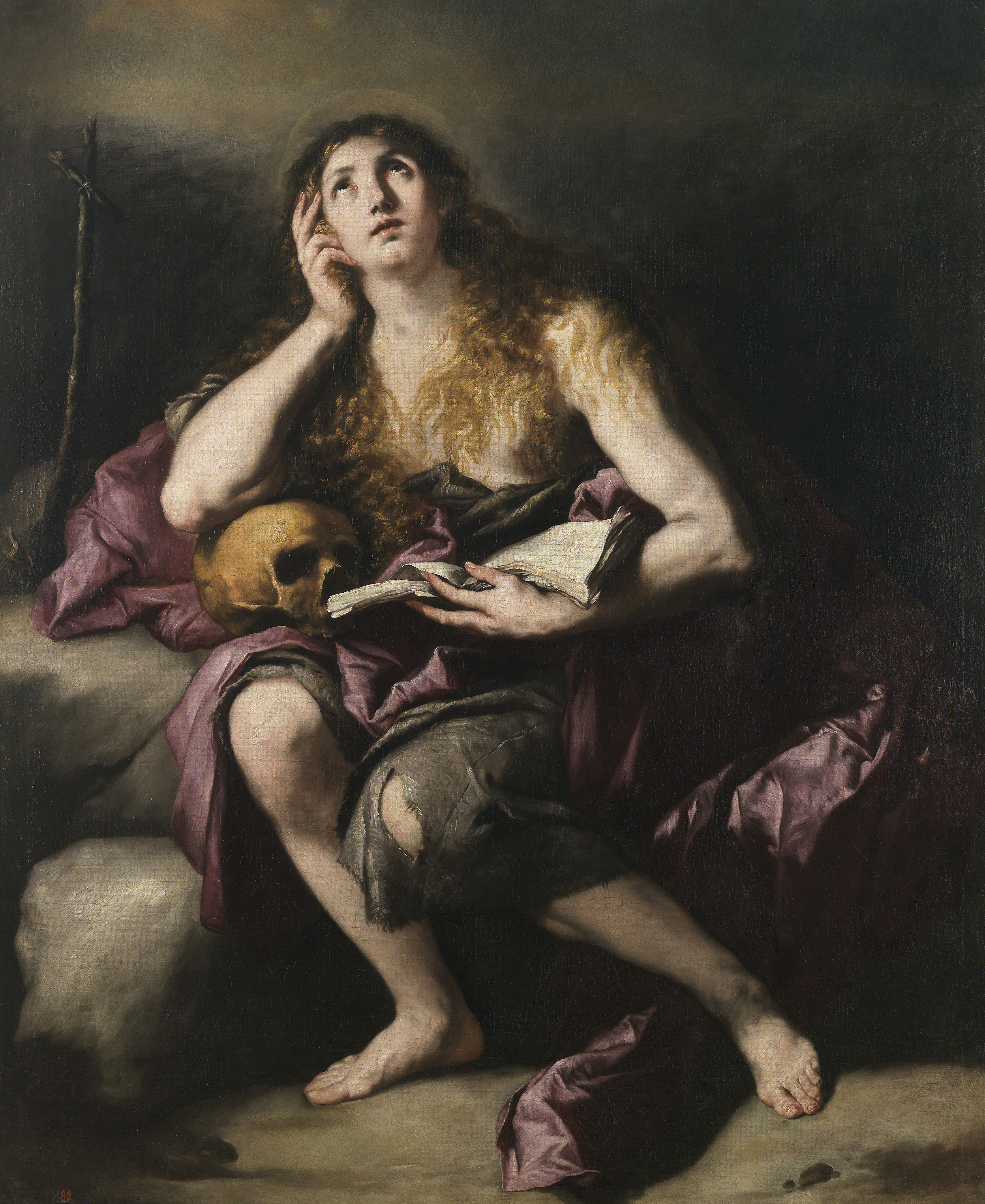
La Magdalena penitente, obra del Museo del Prado en la que se aprecia la gran influencia que ejerció José de Ribera en la producción temprana de Giordano.

A Giordano se le ha criticado por ser un prolífico comerciante de todos los estilos sin ser maestro de ninguno. Se le ha considerado como un proto Tiépolo, reviviendo la gran manera de Cortona en un estilo que brillaría con Tiépolo. También, de la unión de su escuela napolitana con la tradición veneciana, prepararía el camino a Francesco Solimena.
Tras su muerte, fue desacreditado con dureza por artistas y críticos, que le consideraban responsable de la decadencia de la pintura española tras los años esplendorosos de Velázquez y Murillo. El nuevo interés que suscitó la época barroca a principios del siglo XX, contribuyó decisivamente a la revalorización del pintor italiano. Hay que reconocer que su producción en España influyó claramente en Miguel Jacinto Meléndez, Antonio Palomino y Francisco de Goya.